# كيفن كايل
كيفن كايل (بالإنجليزية: Kevin Kyle)‏ (7 يونيو 1981 في المملكة المتحدة - ) هو لاعب كرة قدم بريطاني في مركز الهجوم. شارك مع منتخب اسكتلندا تحت 21 سنة لكرة القدم ومنتخب اسكتلندا لكرة القدم. أما مع النوادي، فقد لعب مع كوفنتري سيتي ونادي رينجرز ونادي سندرلاند ونادي كيلمارنوك وهارت أوف ميدلوثيان وهدرسفيلد تاون ووولفرهامبتون واندررز ونادي هارتلبول يونايتد ونادي روتشديل وNewton Stewart F.C. ‏ ونادي آير يونايتد ودارلينجتون إف سى.

## وصلات خارجية
- كيفن كايل على موقع الاتحاد الإسكتلندي (الإنجليزية)
- كيفن كايل على موقع قاعدة بيانات كرة القدم.إي يو (الإنجليزية)
- كيفن كايل على موقع ناشيونال فوتبول تيمز (الإنجليزية)
- كيفن كايل على موقع Soccerbase.com (لاعب) (الإنجليزية)
- كيفن كايل على موقع Soccerway.com (الإنجليزية)
- كيفن كايل على موقع عالم كرة القدم.نت (الإنجليزية)